# Камењ на Обу
Камењ на Обу (рус. Камень-на-Оби) град је у Русији у Алтајском крају. Према попису становништва из 2010. у граду је живело 43888 становника.

## Становништво
| 1939.  | 1959.  | 1970.  | 1979.  | 1989.  | 2002.  | 2010.  |
| ------ | ------ | ------ | ------ | ------ | ------ | ------ |
| 24.987 | 30.135 | 35.604 | 40.018 | 42.483 | 44.375 | 43.888 |